# Comités du Cabinet
Pour les articles homonymes, voir Comité.
Les Comités du Cabinet sont un groupe de sous-comités supervisés par le Cabinet, un groupe de décision majeur qui contrôle la branche exécutive au sein du gouvernement du Royaume-Uni, présidé par le Premier Ministre.
La structure des comités et leur composition est laissée à la discrétion du Premier Ministre, et ce malgré les changements opérés au sein du système depuis sa création au début du XXe siècle. Bien que leurs noms aient changé, les comités pour la politique étrangère et de défense, intérieure, économique ont été plus ou moins stables. Certains comités sont permanents, et les autres sont des comités ad hoc (créés dans un but précis), lorsqu'ils ne peuvent suppléer aux relations bilatérales entre les départements exécutifs du gouvernement.

## Comités actuels
| Nom | Président                 | Vice-Président             |
| --- | ------------------------- | -------------------------- |
| Comité de coalition (Coalition Committee)                                                                 | David Cameron, Nick Clegg | William Hague, Chris Huhne |
| Conseil National de Sécurité (National Security Council)                                                  | David Cameron             | Nick Clegg                 |
| → Sous-comité du NSC (Menaces, Risques, Résistance et Prévention)                                         | David Cameron             | Nick Clegg                 |
| → Sous-comité du NSC (Sécurité et Dissuasion nucléaire)                                                   | David Cameron             | Nick Clegg                 |
| → Sous-comité du NSC (Pouvoirs émergents)                                                                 | William Hague             | Vince Cable                |
| Comité des Affaires européennes (European Affairs Committee)                                              | William Hague             | Chris Huhne                |
| Comité de la Justice sociale (Social Justice Committee)                                                   | Iain Duncan Smith         | Danny Alexander            |
| → Sous-comité de la Pauvreté infantile (Child Poverty sub-committee)                                      | Sarah Teather             | Maria Miller               |
| Comité des Affaires intérieures (Home Affairs Committee)                                                  | Nick Clegg                | Kenneth Clarke             |
| → Sous-comité de Santé publique (Public Health sub-committee)                                             | Andrew Lansley            | Danny Alexander            |
| → Sous-comité des Jeux olympiques (Olympics sub-committee)                                                | Francis Maude             | Danny Alexander            |
| Comité des Affaires économiques (Economic Affairs Committee)                                              | George Osborne            | Vince Cable                |
| → Sous-comité de régulation (Reducing Regulation sub-committee)                                           | Vince Cable               | Philip Hammond             |
| Comité de la Réforme bancaire (Banking Reform Committee)                                                  | George Osborne            | Vince Cable                |
| Comité des Affaires et de la Législation parlementaire (Parliamentary Business and Legislation Committee) | Sir George Young          | David Heath                |
| Comité des Dépenses publiques (Public Expenditure Committee)                                              | George Osborne            | Danny Alexander            |

### Comités indépendants du Cabinet
Plusieurs comités sont administrés par le Cabinet Office sans être des comités du Cabinet :
- Le Groupe de travail des opérations et de la stratégie de coalition (Coalition Operation and Strategic Planning Group), plus qu'un comité complet, c'est un groupe de travail, dont la fonction est d'estimer et de résoudre les problèmes liés aux opérations de l'accord de coalition
- Le Comité conjoint du Renseignement (Joint Intelligence Committee) est un comité officiel qui dirige et supervise les services de renseignement et de sécurité du Royaume-Uni
- Le Comité du Renseignement et de la Sécurité (Intelligence and Security Committee) supervise les dépenses, l'administration et les politiques des services de renseignement et de sécurité du Royaume-Uni
- Le Comité conjoint Ministériel (Joint Ministerial Committee) est composé d'officiels et de ministres du gouvernement et des administrations dévolues
- Le Groupe de Management des Secrétaires permanents (Permanent Secretaries Management Group) et le Conseil de Direction du Civil Service (Civil Service Steering Board) sont des comités de la haute fonction publique